# فيكتور ديفيز
فيكتور ديفيز هو عازف بيانو وملحن كندي، ولد في 1 مايو 1939.